# Eublemma rivula
Eublemma rivula is een vlinder van de familie van de spinneruilen (Erebidae). De wetenschappelijke naam van deze soort is voor het eerst voorgesteld als Thalpochares rivula door Frederic Moore in een publicatie uit 1882.
De soort komt voor in Somalië, Kenia, Malawi, Botswana, Zuid-Afrika, de Seychellen en Japan.